# Можжевельники возвышенности Магазин-Мусюр
Можжеве́льники возвы́шенности Магази́н-Мусю́р — государственный ботанический (лесной) памятник природы на территории Ловозерского района Мурманской области.

## Расположение
Памятник расположен на востоке Кольского полуострова в центральной части Ловозерского района между реками Йоканга и Сухая чуть севернее озёр Сухое и Пахтъявр. Включает в себя вытянутую с северо-запада на юго-восток гряду возвышенности Магазин-Мусюр протяжённостью 13,5 километра с одноимённой горой высотой 307,6 метров в центральной части и окрестные земли. Ближайшие крупные города: Мурманск — в 222 километрах к северо-западу, Ловозеро — в 109 километрах к западу, посёлок Краснощелье — в 50 километрах к югу.
Точные границы заказника: от места объединения вездеходных дорог у юго-восточного основания возвышенности с высотой 291,9 на юго-восток по вездеходной дороге, проходящей между горой Магазин-Мусюр и озером Сухим, до пересечения этой дороги с ручьём, протекающим между высотами 271,5 и 247,9, далее по правому берегу вверх по этому ручью с общим направлением на север до места, где этот ручей вытекает из безымянного озера, далее по прямой 2 километра 800 метров на северо-запад до высоты 274,0, далее по прямой 5 километров 750 метров на северо-запад-запад до высоты 258,5, далее по прямой 2 километра 950 метров на северо-запад до безымянной высоты (в 1 километре 950 метрах к северо-северо-востоку от высоты 300,5), далее по прямой 2 километра 850 метров на юго-запад-запад до места объединения вездеходных дорог, с которых начато описание границ. Площадь памятника — 3000 гектаров.

## Описание
На территории памятника природы находятся уникальные для Кольского севера заросли можжевельника сибирского (Juniperus sibirica). Можжевельники произрастают в основном на вершине возвышенности группами площадью 0,5-3,5 гектаров. На склонах возвышенности скопления можжевельника смешиваются с берёзовым лесом. Высота прямоствольных берёз достигает 4 метров. Кроме можжевельников на территории памятника произрастают типичные для этих мест растения: костяника (Rubus saxatilis), луговик извилистый (Deschampsia flexuosa), дёрен шведский (Cornus suecica), герань лесная (Geranium sylvaticum), золотарник обыкновенный (Solidago virgaurea), черника (Vaccinium myrtillus), различные виды марьянника (Melampyrum); на почве между можжевельниками растут лишайники, в том числе ягель, и зелёные мхи.
Среднемесячная температура самого тёплого месяца в районе памятника составляет 12 °C, самого холодного — −14,3 °C. Годовая сумма осадков — 376 мм.

## Статус
Памятник природы образован 24 декабря 1980 года решением номер 537 Мурманского облисполкома. Ответственным за охрану и контроль памятника являются Государственное областное учреждение «Дирекция ООПТ регионального значения Мурманской области», комитет природопользования и экологии Мурманской области и СХПК «Оленевод». На охраняемой территории запрещено: выпас домашнего скота, любые производственные работы, туризм, передвижение на автотранспорте и любые действия, ведущие к загрязнению памятника природы. Однако, разрешено посещение памятника без разбивания мест отдыха, сбор грибов и ягод, рыбная ловля в единственном ручье на территории памятника.

## Карта местности
Лист карты Q-37-I,II Краснощелье. Масштаб: 1 : 200 000.